# 菲利皮诺·利皮
菲利皮诺·利皮（義大利語：Filippino Lippi，1457年4月15日—1504年4月18日），意大利文艺复兴初期画家，为了与其父菲利普·利皮区分，通常被称作菲利皮诺·利皮。

## 生平
菲利皮诺·利皮出生于托斯卡纳地区的普拉托市，父亲是著名画家菲利普·利皮修士，母亲则是与其父一同在普拉托圣卡塔琳娜修道院服侍的修女卢克蕾齐亚·布提。菲利皮诺从小跟随父亲学习绘画，同老利皮一样，绘画最终成为了他一生的归宿。利皮一家后来搬到了斯波莱托，在那里菲利皮诺参与了斯波莱托大教堂的建造工作。而当菲利普·利皮于1469年去世的时候，小利皮已经完成了大教堂中名为《圣母的生平事迹》的一组湿壁画。父亲去世之后，利皮在父亲的学生桑德罗·波提切利的作坊里完成了他的学徒生涯。1472年波提切利绘制《圣路加战役》时，菲利皮诺便以同事的身份参与了创作。
利皮初期的创作风格与波提切利非常相似，但是却缺少后者所具有的一种敏锐和微妙感。1475前后利皮以“波提切利的朋友”作为署名创作了它的首批作品。利皮的画风在1480至1485年之间发生了转变。这个时期的作品更多地体现出利皮对于一种带有个人色彩的真实的线条的追求。利皮在他第一个时期的作品包括：现藏于柏林、伦敦和华盛顿的多幅圣母像，都灵萨包达美术馆收藏的《托比亚斯的旅行》，藏于佛罗伦萨学院美术馆的《海之圣母》等等。
利皮曾经在和佩鲁吉诺、基兰达约以及波提切利一起工作，为洛伦佐·德·美第奇位于奥斯佩达莱托的别墅创作壁画。1482年12月31日，利皮受到委托，负责为佛罗伦萨旧宫的观众大厅创作壁画。不久之后，大概是在1483至1484年间，利皮又受命继续完成佛罗伦萨圣母圣衣圣殿的布兰卡契小堂的装饰工作。马萨乔是这个项目的原作者，但1428年他的突然去世使得小堂的装饰工作只能一直搁置下来。在这里利皮绘制了《圣彼得的故事》，其中包括：《与术士西门的争执和圣伯多禄倒钉十字架》、《提阿非罗的儿子复活和圣伯多禄登宝座》、《圣保禄拜访监狱中的圣伯多禄》、《圣伯多禄从监牢得自由》等等。
布兰卡契小堂
左侧墙壁，下部
XIII.圣保禄拜访监狱中的圣伯多禄 (菲利皮诺·利皮), XV. 提阿非罗的儿子复活和圣伯多禄登宝座 (马萨乔、菲利皮诺·利皮), XI. 圣彼得用影子治愈病人 (马萨乔)
右侧墙壁，下部
XII. 施舍的分配与亚拿尼亚之死 (马萨乔), XVI.与术士西门的争执和圣伯多禄倒钉十字架 (菲利皮诺·利皮), XIV. 圣伯多禄从监牢得自由 (菲利皮诺·利皮)
他在旧宫奥托迪布拉提卡大厅的工作于1486年2月20日开始，现在收藏在乌菲茲美术馆。正是在那几年间，皮耶罗·迪·弗朗切斯科·德·普格利亚斯向其订购了名为《圣母向圣伯纳德的显现》的祭坛画。这幅现藏于佛罗伦萨巴蒂亚修道院的画作被后人认为是利皮一生中最重要的作品之一：全篇由一系列非真实的元素组成，包括拉长的人形、怪异的岩石背景和拟人形态的树干。作品完成于1480年至1496年间。
1487年4月21日，佛罗伦萨银行家和商人菲利波·斯特罗齐委托利皮为其在新圣母大殿的家族小堂菲利波·斯特罗齐小堂创作《圣史若望和圣斐理伯的生平事迹》。利皮断断续续地绘制这件作品，并最终完成于1503年，但此时他的雇主却已经过世了。此外，利皮还为礼拜堂设计了音乐主题的窗户，它们完成于同年的六、七月份。所有的这些作品反映了当时佛罗伦萨经历的政治和宗教危机：在季罗拉莫·萨沃纳罗拉统治下的佛罗伦萨，基督教与异教之间的冲突成为了最时兴和热门的辩论话题。
利皮在他的罗马之行中受到了怪诞风格绘画(Grottesco)不小的影响，因而在他笔下，利皮总是人物置入一种空间中，这种空间重塑了一个细致入微的古代世界。通过这种方式，利皮创造了一种“受激励的”，神秘的，梦幻的，但同时也是令人不安的风格，以表达如同噩梦一样的虚幻场景。利皮通过这种手法，描绘出无情的侩子手们面对诸圣徒时表现出的那张扭曲、阴沉而又愤怒的脸。在《圣斐理伯在庙中驱逐怪物》所描绘的场景中，异教的神像仿佛是一个活生生的人物，正向基督教圣徒挑衅。

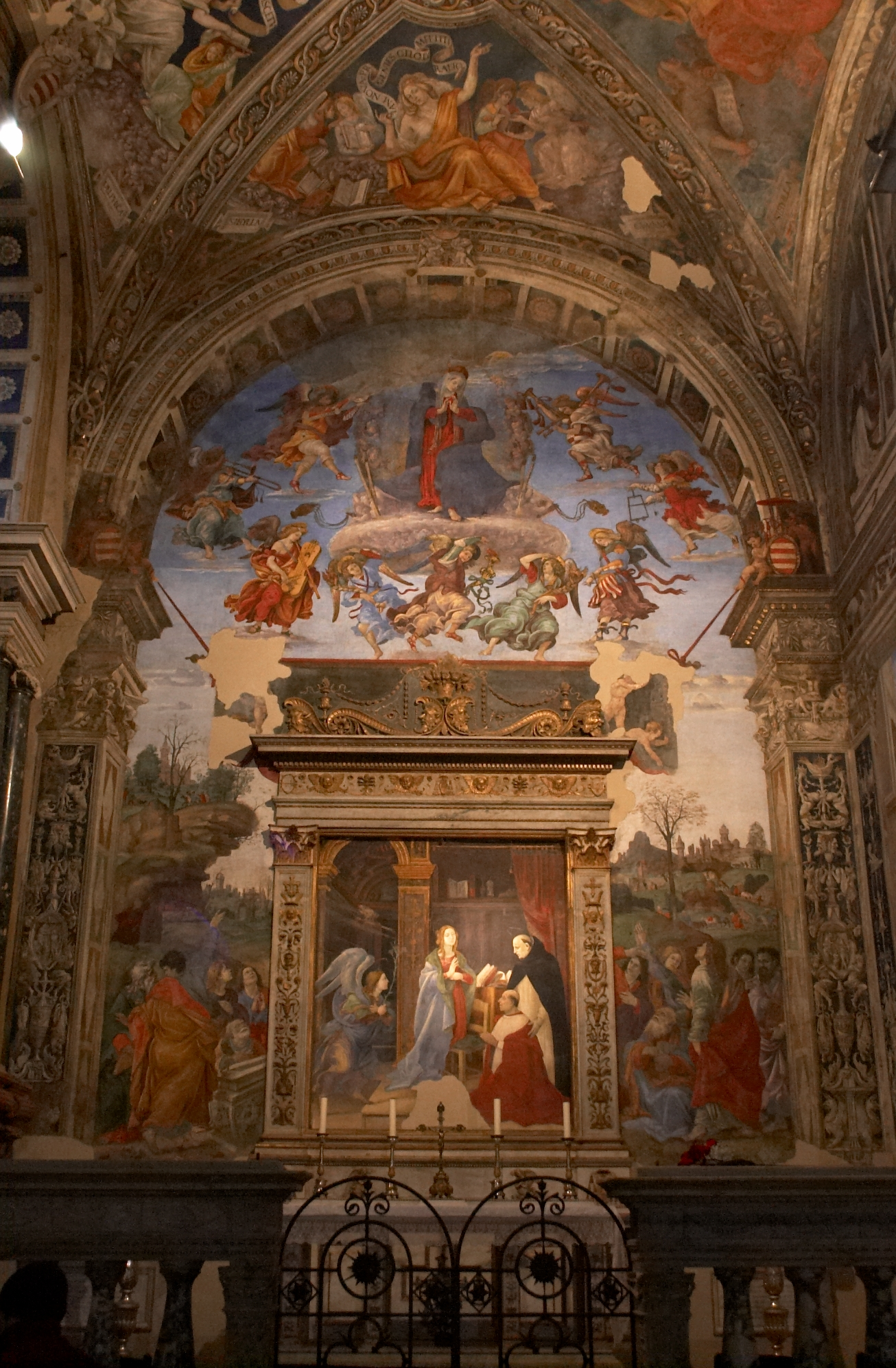
卡拉法小堂

1488年利皮移居罗马，受洛伦佐·德·美第奇的推荐，前往神庙遗址圣母堂为奥利维洛·卡拉法装饰家族小堂卡拉法小堂。利皮在这一时期的壁画表现出一种新的灵感来源，较其之前的作品有着很大的差异。但绘画的主题没有发生改变，仍旧是对于古代世界探索。利皮的这个时期持续到1493年才宣告结束。
利皮与1491年到1494年间回到佛罗伦萨，这一时期的作品包括： 《基督向圣母显现》（作于1493年，现藏于慕尼黑老绘画陈列馆）、《博士来朝》（作于1496年，现藏于乌菲茲美术馆）、《拉孔奥的牺牲》、《《圣史若望和抹大拉》。利皮同样为外国工作，比如帕维亚和普拉托，1503年利皮完成了《圣诞歌曲的会幕》，现藏于普拉托的城市博物馆。1501年利皮为博洛尼亚的圣多明我圣殿创作了《圣加大肋纳的神秘婚姻》。
利皮最后一件作品《耶稣下十字架》是为佛罗伦萨圣母领报大殿所作，1504年4月利皮去世时，尚未内完成这件作品。举行利皮葬礼的那日，佛罗伦萨所有的作坊都关门歇业一天，以纪念其一生中所取得的如此辉煌璀璨的成就。

## 重要作品

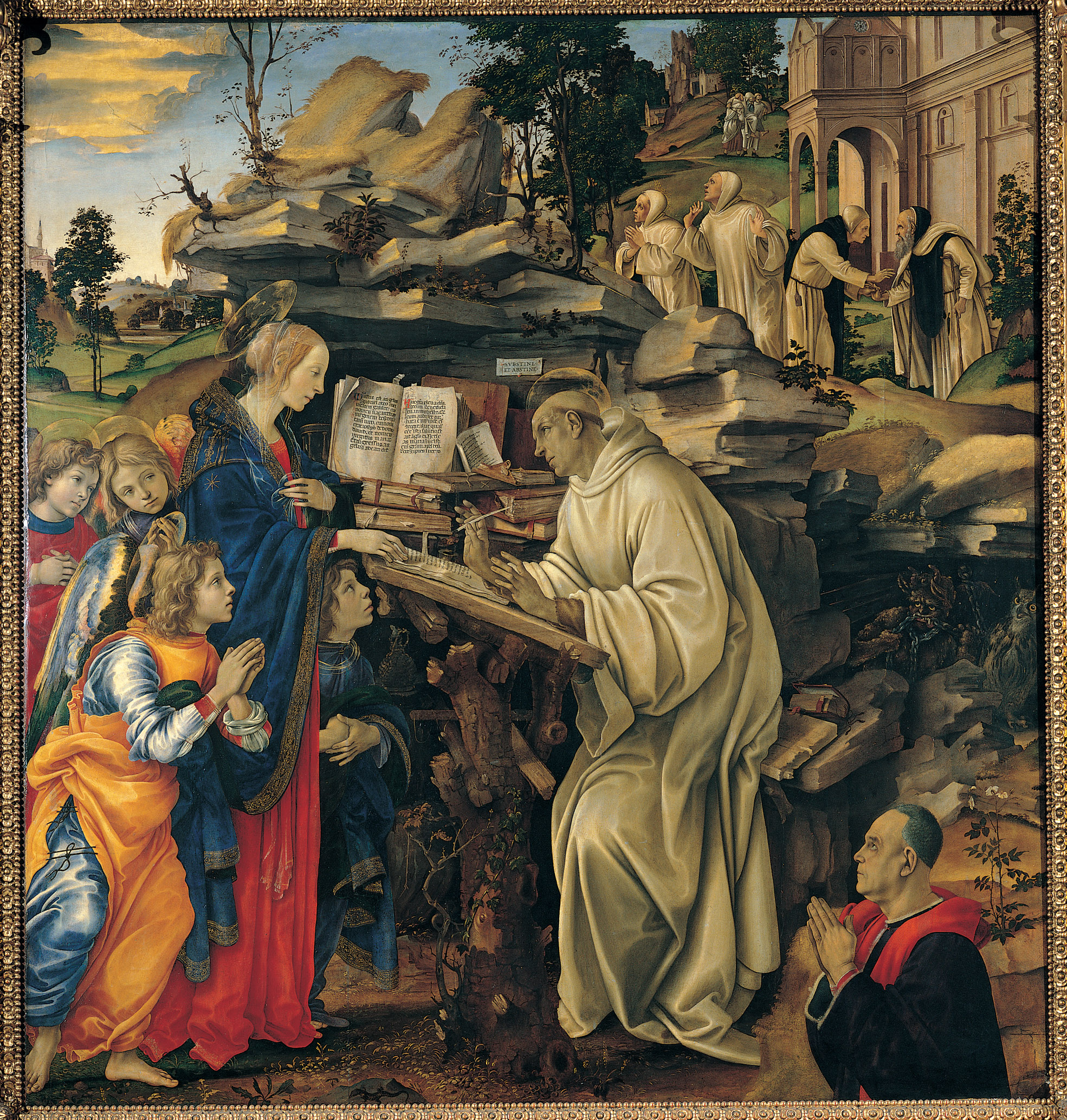
《圣母向圣伯纳德的显现》（1484年）

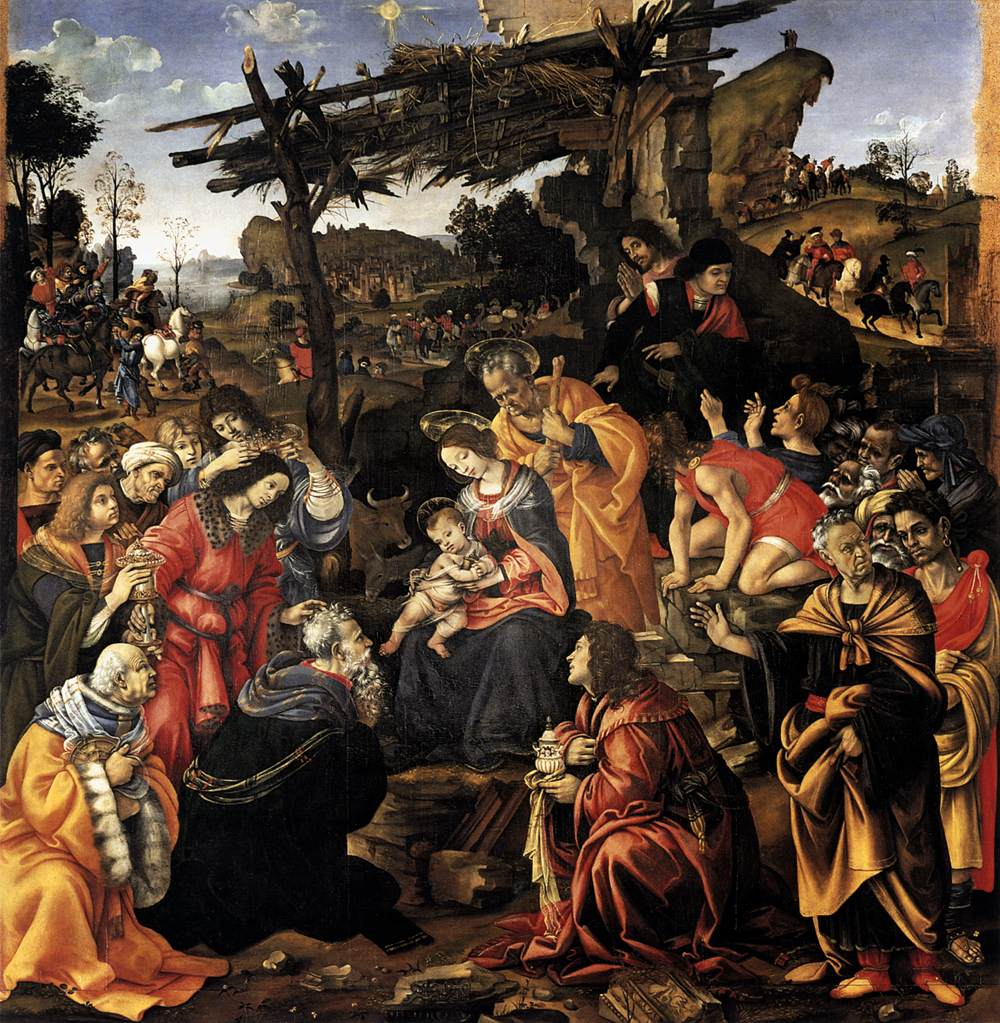
《三博士来朝 (利皮)》（1496年）

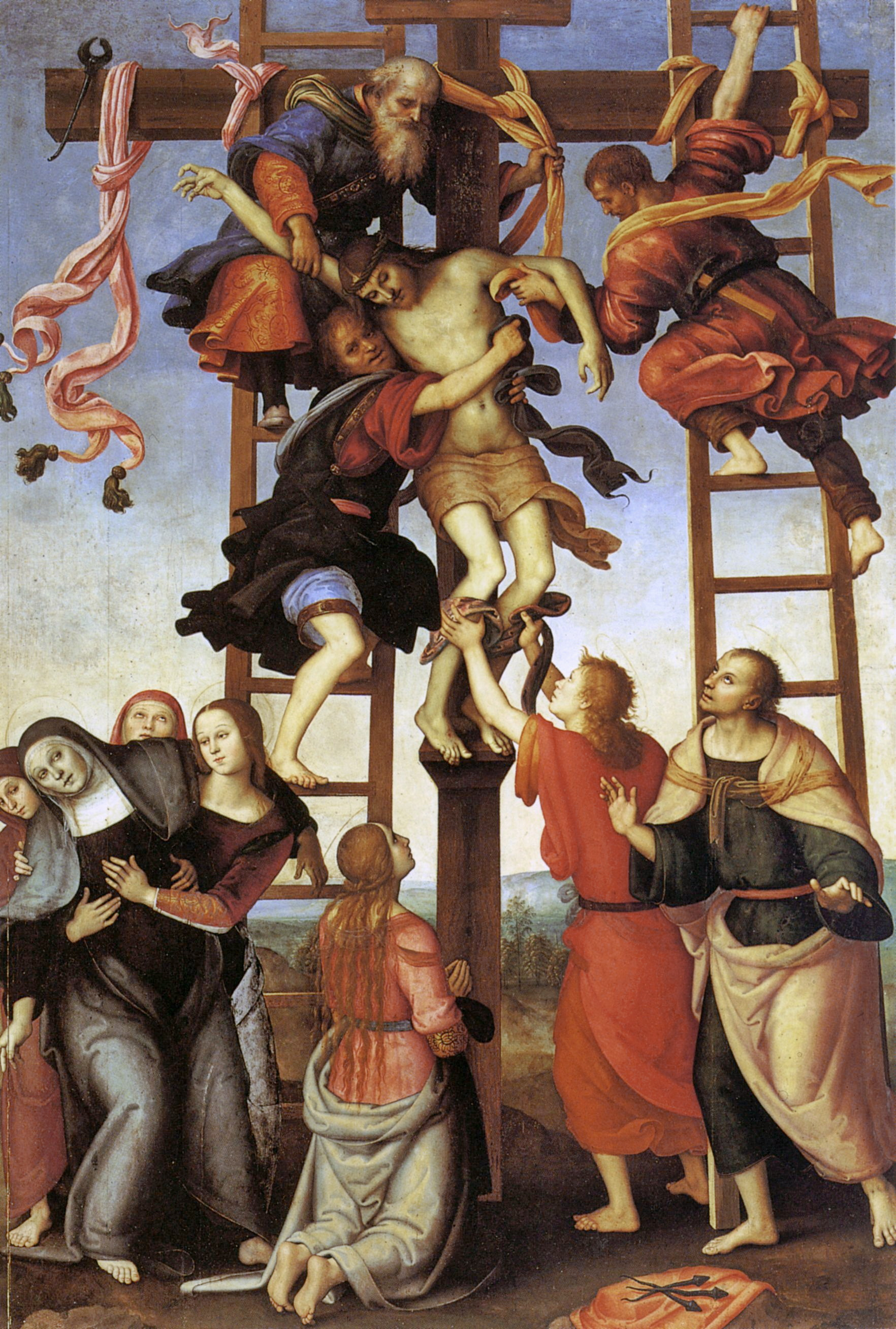
《耶稣下十字架》，1504年，木板油画，藏于佛罗伦萨乌菲齐美术馆

- 《圣母领报》，1472年，木板蛋彩画，藏于佛罗伦萨学院美术馆
- 《圣母加冕》，1475年，木板蛋彩画，藏于华盛顿国家艺廊
- 《海之圣母》，1477年，帆布油画(与波提切利合作)，藏于佛罗伦萨学院美术馆
- 《圣母、圣婴、帕多瓦的圣安多尼和修士》，1480年，像木板蛋彩画，藏于布达佩斯艺术馆
- 佛罗伦萨圣母圣衣圣殿的布兰卡契小堂的湿壁画：
  - 《提阿非罗的儿子复活和圣伯多禄登宝座》，1481至1482年，左侧墙壁下部
  - 《圣保禄拜访监狱中的圣伯多禄》，1481至1482年，左侧墙壁下部左侧柱子
  - 《与术士西门的争执和圣伯多禄倒钉十字架》，1481至1482年，右侧墙壁下部
  - 《圣伯多禄从监牢得自由》，1481至1482年，右侧墙壁下部右侧柱子
- 《圣母向圣伯纳德的显现》，1481至1482年间，湿壁画，藏于佛罗伦萨巴蒂亚修道院
- 《马格里尼祭坛画》，1483年，木板蛋彩画，藏于卢卡的圣弥额尔教堂
- 《朝拜圣婴》，1483年，橡木板油画，藏于佛罗伦萨乌菲齐美术馆
- 《老人像》，1485年，壁画，藏于佛罗伦萨乌菲齐美术馆
- 《自画像》，壁画，藏于佛罗伦萨乌菲齐美术馆
- 《年轻人画像》，1485年，橡木板油画，藏于华盛顿国家艺廊
- 《红帽子的年轻人画像》，1485年，木板油画，藏于佛罗伦萨乌菲齐美术馆
- 《托比亚斯和三个天使》，1485年，帆布蛋彩画，藏于都灵萨沃亚美术馆
- 《受伤的半人马》，1485至年1490间，使用混合手法的木板画，藏于牛津大学基督堂学院画廊
- 《八人祭坛画》，1486年，橡木板蛋彩画，藏于佛罗伦萨乌菲齐美术馆
- 卡拉法小堂，1489至1491年间，湿壁画组画，罗马神庙遗址圣母堂
- 《圣耶若姆》，1490年，橡木板油画，藏于佛罗伦萨乌菲齐美术馆
- 《内利祭坛画》，1493年至1496年间，木板油画，藏于佛罗伦萨圣神大殿
- 《基督向圣母显现》，1493年，木板油画，现藏于慕尼黑老绘画陈列馆）
- 《博士来朝》，1496年，木板油画，藏于佛罗伦萨乌菲齐美术馆
- 《寓言》，1498年，橡木板油画，藏于佛罗伦萨乌菲齐美术馆
- 《耶稣在玛丽亚和圣方济各之间被钉十字架》，1500年，木板画，藏于柏林博物馆岛
- 《施洗者圣约翰》，1500年，帆布油画，藏于佛罗伦萨乌菲齐美术馆
- 《抹大拉的玛利亚》，1500年，帆布油画，藏于佛罗伦萨乌菲齐美术馆
- 《音乐的寓言》，1500年，木板蛋彩画，藏于柏林博物馆岛
- 《耶稣被钉十字架》，1500年，木板蛋彩画，藏于普拉托市民博物馆
- 《圣加大肋纳的神秘婚姻》，1501年，木板油画，藏于博洛尼亚圣多明我圣殿
- 《弗朗切斯科·罗梅利尼祭坛画》，1502至1503年间，木板油画，藏于热那亚的白宫
- 《耶稣下十字架》，1504年，木板油画，藏于佛罗伦萨乌菲齐美术馆

## 延伸阅读
- Linda Proud, A Tabernacle for the Sun (Godstow Press, 2005), a literary novel set in Florence during the Pazzi Conspiracy, adheres closely to known facts. Filippino features as the closest friend of the narrator, Tommaso dei Maffei, here and in the following two novels of The Botticelli Trilogy.
- Linda Proud, Pallas and the Centaur (Godstow Press, 2004), deals with the aftermath of the Pazzi Conspiracy and Lorenzo de' Medici's strained relations with his wife and with Poliziano.
- Linda Proud, The Rebirth of Venus (Godstow Press, 2008), the final volume of The Botticelli Trilogy, covers the 1490s and the death of Lorenzo.
- Linda Proud, A Gift for the Magus (Godstow Press, 2012), a novel about Fra Filippo Lippi and Cosimo de' Medici. Features Filippino's birth and childhood.